# フェイス・ベーコン
フェイス・ベーコン（英語: Faith Bacon、1910年7月19日 –  1956年9月26日）はアメリカ合衆国のバーレスクパフォーマー、女優である。キャリア最盛期には「アメリカで最も美しいダンサー」として宣伝された。大きな扇を用いて体を隠しながら踊るバーレスクパフォーマンスであるファンダンスで有名である。

## 伝記

### 出生
カリフォルニア州ロサンゼルスで1910年7月19日にフランクとチャーミアン夫妻の娘フランセス・イヴォンヌ・ベーコンとして生まれた。のちに夫妻は離婚した。
1930年のインタビューによると、ベーコンはダンスを正式に習ったことはなかった。

### バーレスク界へ
ベーコンのバーレスクのキャリアは1920年代に始まっており、パリでモーリス・シュヴァリエに出会ってそのレビューに主演していたという。 
アメリカ合衆国に帰国した後、ベーコンは1930年7月、Earl Carroll's Vanitiesに「主役のヌード」として出演した。ベーコンは最初、照明が体に「降り注ぐ」間、裸で舞台に立つというショーをやっていた。当時、公然わいせつ罪に関する法律はダンサーが舞台上に裸で現れて動くことを禁止していた。ベーコンによると、ベーコンとその雇い主であるアール・キャロルはこの法律の裏をかくためにいろいろなトリックを試し、結局扇を用いて体を隠しながら踊るファンダンスにたどり着いた。ファンダンスはすぐ大人気になった。
1930年7月9日、ニュー・アムステルダム劇場に警察の手入れが入り、ベーコンとアール・キャロル、その他のキャストメンバーが「わいせつなパフォーマンスを行った」かどで逮捕された。ベーコンは"A Window at Merls"という舞台に出演しているところであった。手入れの後、ショーには多少変更が加えられたが、ベーコンはファンダンスを続けた。しかしながらアール・キャロルは、ベーコンはパフォーマンスの間、シフォンを身につけていて全裸ではなかったと主張していた。1930年8月、 大陪審はベーコン、キャロル、共演者たちを起訴しないことにした。
Earl Carroll's Vanitiesでのパフォーマンスの後、ベーコンは1931年7月から11月にかけて1931年版『ジーグフェルド・フォリーズ』に出演した。1933年、ベーコンはライバルであるダンサーのサリー・ランドがファンダンスをしていると知って自らもパフォーマンスをするためにシカゴ万国博覧会に出向いた。ベーコンは自分が1930年にアール・キャロルのところでファンダンスを創始したと主張しており、自ら「元祖ファンダンサー」を名乗っていた。1939年のニューヨーク万国博覧会ではファンダンサーとして公式に出演した。

### 人気の衰え
1933年にニューヨークで万国博覧会に出演した後、ベーコンのキャリアは下降し始めた。何年にもわたって気難しいという評判をとるようになっていた。1936年の冬にシカゴのレイクシアターでTemptationsのショーに出ていた際、上にのって裸でポーズをとっていたガラスのドラムに落ちてベーコンは太ももを切ってしまった。この傷が太ももに残り、のちにベーコンはレイクシアターを10万ドルの損害で訴えた。その後、ベーコンは5千ドルで和解し、これで10カラットのダイヤモンドを買った。この事故により傷と痛みが足に残ることになり、ダンスの技術が制限されるようになった。
1938年10月にベーコンはダンサーのサリー・ランドを37万5千ドルの損害で訴え、ベーコン自身が創始したといまだに主張していたファンダンスの差止命令を要請した。ランドは嫉妬が理由だとしてベーコンの告発を否定し、「扇のアイディアはクレオパトラと同じくらい古いんですよ。（中略）それで私を訴えることなんてできません」と述べた。
1938年、ベーコンはゴードン・ワイルズ監督によるPrison Trainに出演してマキシーン役を演じたが、これが唯一の役者としての映画出演となった。1942年に短い記録映画 "Lady with the Fans" と "Dance of Shame"でダンスが撮影された。1939年4月23日、ベーコンはニューヨークのパーク・アベニューで行った宣伝のため、治安紊乱により二度目の逮捕を経験した。ベーコンは翌週に1939年のニューヨーク万国博覧会で "Fawn Dance" をすることになっており、「細いシフォン」とカエデの葉をまとってリードで子ヤギを散歩させた。ベーコンは保証金500ドルで釈放された。この時のベーコンのダンスは、レビューで「フェイス・ベーコンはずっと昔に魅力を失った古臭いファンダンスを見せた」と言われた。
1945年、ベーコンとバッファロー出身の実業家でソングライターのサンフォード・ハント・ディッキンソンは結婚許可書を申請した。ベーコンは同性愛者だという噂もあったため、世間的な都合による結婚が必要だったのかもしれない。2人が実際に結婚したかどうかは不明で、同居はしておらず、離婚もしていなかった。ベーコンは少なくとも女性と付き合ったことがあったと考えられており、レズビアンだった可能性がある。
1948年にベーコンはガールレビューのヘッドライナーとして雇われたが、パフォーマンスの最終日に5千44ドル分の給与が未払いだと主張した。ベーコンはオーナーが恐怖政治を行っていると述べ、カーニバルプロモーターが自身が裸足で踊る舞台に鋲をまいたと非難して5万5千444ドルを要求する訴訟を起こした。ベーコンはこの訴訟に負けた。
1950年代以降、ベーコンはステージの仕事がなくなり、アルコールやドラッグに溺れていたという。ベーコンと以前一緒に仕事をしたことのあるダンサーのエレイン・スチュアートとその夫リーがワシントン州シアトルの劇場の楽屋口から出る際に通りでベーコンを見かけた時のことが記録に残っている。Burlesque: Legendary Stars of the Stageによると、リー・スチュアートはみすぼらしい姿になったベーコンを見かけ、エレインはベーコンにお金を渡したという。1954年から1955年頃にかけて、ベーコンはインディアナ州ハモンドでダンス教室をしていた。
1956年頃までベーコンはペンシルベニア州エリーに住んでいたが、仕事を探すためシカゴに行くことにした。シカゴに着くとホテルにチェックインして職探しをしたが、仕事は見つからなかった。

### 死去
1956年9月26日、ベーコンはシカゴのリンカーン・パーク・ウェスト2004番にあるアラン・ホテルの窓から飛び降りた。2階ぶん落下して隣接する建物の屋根に落ちた。ベーコンのルームメイトで、おそらく恋人でもあった食料品店員のルース・ビショップは、ベーコンが窓に登った時にスカートをつかんで押さえようとしたが、ベーコンはその手を逃れた。ベーコンは頭蓋骨骨折、肺穿孔、内臓損傷を負い、その夜にグランド病院でケガにより死亡した。
ビショップが後で述べたことによると、ベーコンは死の前は落ち込んでいたという。ビショップはベーコンが「スポットライトに戻りたがっていました。ショービジネスの仕事なら何でもしたでしょう」と述べた。亡くなった時にベーコンはお金がなく、夫とされるサンフォード・ハント・ディッキンソンとは疎遠になっていた。ベーコンの所持品目録にあったのは扇、白い金属の指輪1つ、ペンシルベニア州エリーからの鉄道切符、85セントだけであった。アメリカン・ギルド・オヴ・ヴァラエティ・アーティスツが遺体を引き取って葬儀の手配をした。べーコンはシカゴのワンダーズ墓地に埋葬されている。